# نسل هرج‌ومرج
نسل هرج و مرج (انگلیسی: Generation of Chaos) یک بازی ویدئویی نفش‌آفرینی تاکتیکی نوبتی بی‌درنگ تک‌نفره برای سکو‌های پلی‌استیشن همراه، اندروید می‌باشد که توسط آیدیا فکتوری توسعه و ان‌آی‌اس آمریکا، میداس اینتراکتیو اینترتینمنت نشر پیدا کرده است. نسل هرج و مرج در ۳۱ مارس ۲۰۰۵ در ژاپن منتشر شد